# Bizen (provincie)

Kaart van de voormalige Japanse provincies (1868) met Bizen in het rood

Bizen (Japans: 備前国, Bizen no kuni) is een voormalige provincie van Japan, gelegen aan de Japanse Binnenzee zijde van Honshu. Het besloeg het zuidoosten de huidige prefectuur Okayama. Bizen lag naast de provincies Mimasaka, Harima en Bitchu.
Het bestuurlijk centrum van Bizen was vroeger de huidige stad Okayama. Bizen staat bekend als een centrum voor het smeden van katanas.

## Geschiedenis
In de derde maand van het zesde jaar van de Wado era (713), werd Bizen-no kuni administratief gescheiden van de provincie Mimasaka (美作国). In hetzelfde jaar werden door de Daijō-kan (ministerie van binnenlandse zaken) van Keizerin Gemmei tevens andere kadaster veranderingen doorgevoerd.
Gedurende de Muromach-periode (1336-1573), werd Bizen beheerst door de Akamatsu clan uit Mimasaka, echter tijdens de Sengoku-periode (1392-1568) werd het gebied gedomineerd door de Urakami clan die zich in Okayama stad had gevestigd. Later werden zij op hun beurt vervangen door de Ukita clan en Ukita Hideie was een van de vijf regenten aangesteld door Shogun Toyotomi Hideyoshi, die Japan voor zijn zoon moesten regeren. Nadat Ukita en anderen verslagen werden door Tokugawa Ieyasu in de Slag bij Sekigahara werd het domein van de Ukita in Bizen and Mimasaka toegewezen aan Kobayakawa Hideaki.
Bizen wisselde nog vaak van heerser tijdens de Edoperiode alvorens in het huidige prececturen systeem te worden ingelijfd.